# Nesanaphe zombitsyana
Nesanaphe zombitsyana is een vlinder uit de familie tandvlinders (Notodontidae), onderfamilie processievlinders (Thaumetopoeinae). De wetenschappelijke naam van deze soort is voor het eerst geldig gepubliceerd in 1965 door Viette.
De soort komt voor in tropisch Afrika.